# جيم مكمان (لاعب كرة قدم أمريكية)
جيم مكمان (بالإنجليزية: Jim McMahon)‏ هو لاعب كرة قدم أمريكية أمريكي، ولد في 21 أغسطس 1959 في جيرسي سيتي في الولايات المتحدة.

## وصلات خارجية
- جيم مكمان على موقع إي إس بي إن.كوم (أن.أف.أل)3
- جيم مكمان على موقع مرجع كرة القدم المحترفة.كوم (الإنجليزية)
- جيم مكمان على موقع إن إن دي بي (الإنجليزية)